# Chuck Parsons
Charles W. "Chuck" Parsons, né le 6 février 1924 à Bruin (en) (Kentucky) et décédé le 3 janvier 1999 à Walnut (Californie) âgé de 74 ans, est un pilote automobile américain sur circuits à bord de voitures de sport, Grand tourisme et Sport-prototypes.

## Biographie
À 24 ans il s'installe en Californie, près de Monterey et travaille alors dans la vente d'automobiles (souvent importées).
Il débute alors sa carrière en 1958 (à Stockton, sur Austin-Healey 100). En SCCA National Sports Car Championship, il gagne trois fois sa catégorie de course entre 1958 et 1959, et il s'impose à Riverside sur Porsche 356 Carrera GT durant cette dernière saison, où il a aussi l'occasion de courir sur Maserati Birdcage. En 1961 il inscrit son nom aux 3 Heures de Cotati avec une Ferrari 250 TR dans le championnat Sport de la côte Pacifique, puis il termine troisième des 6 Heures de Riverside en 1963.
Il remporte l'United States Road Racing Championship en 1966 sur McLaren-Elva Mark II (ainsi qu'antérieurement dans ce même championnat Laguna Seca en 1963, sur Lotus 23-Ford), inscrivant alors son nom au Road America 500 à trois reprises consécutives de 1966 à 1968, les deux dernières grâce à l'écurie de Carl Haas. Il empoche au passage les 200 miles de Kent en 1966, avec la McLaren.
Il participe sur Ferrari aux 24 Heures du Mans en 1967 et 1970 (alors dixième sous la pluie avec son compatriote Tony Adamowicz (en) et troisième de catégorie S3L. pour le North American Racing Team).

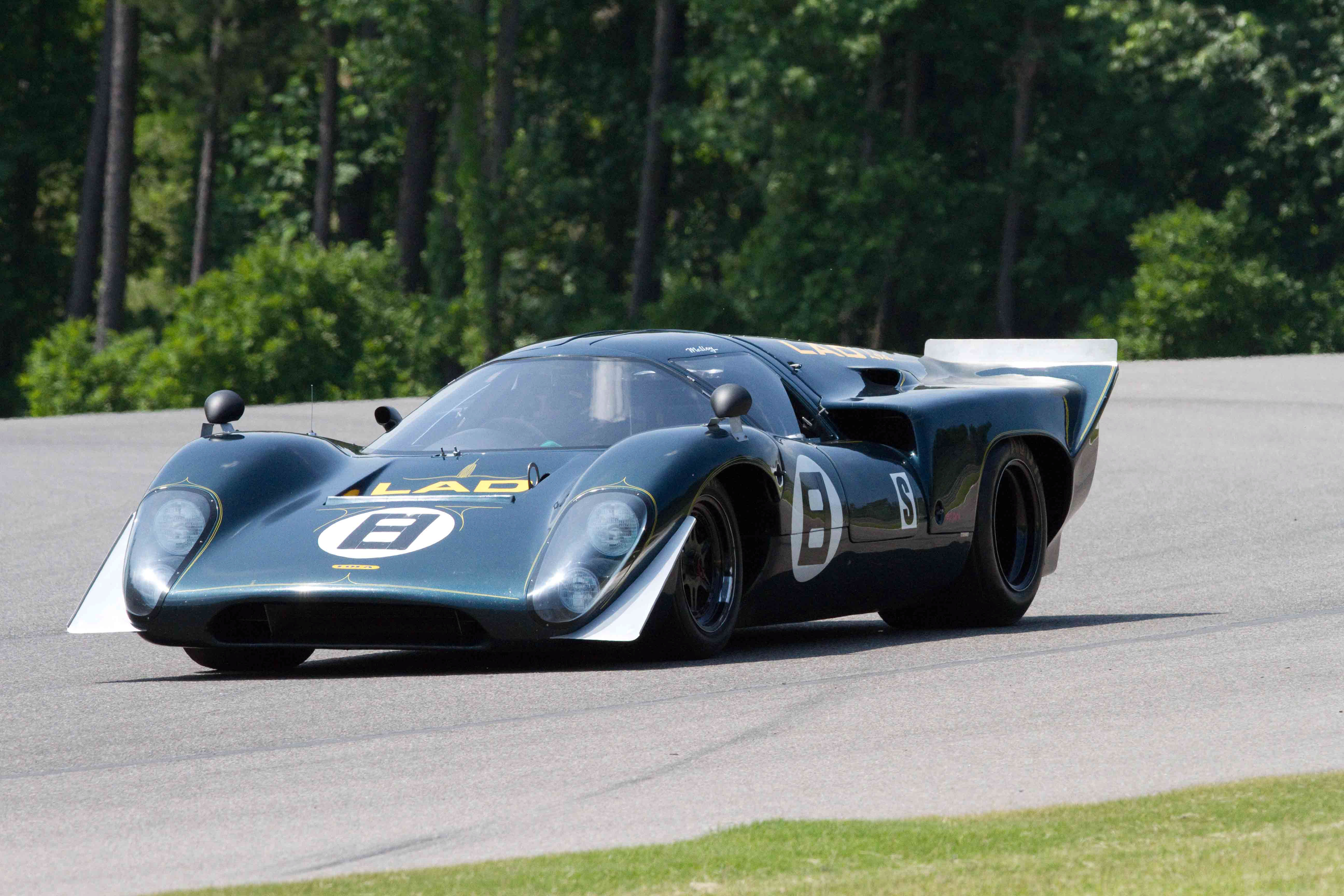
Une Lola T70 Mk IIIB Coupé de 1969.

En 1969 il remporte sa plus belle victoire aux 24 Heures de Daytona -en remplaçant alors un pilote indisponible au pied levé- pour le Penske Racing avec Mark Donohue sur Lola T70 Coupé, et il termine aussi troisième du championnat CanAm avec 81 points, sur Lola T162-Chevrolet du Carl Haas Racing Team (derrière McLaren et Hulme, effectuant un total de sept saisons consécutives dans ce championnat entre 1966 et 1972 en totalisant 145 points, se classant huitième des pilotes ayant obtenu le plus de résultats dans la compétition nord-américaine (en y terminant sa carrière encore à Riverside, sur une McLaren).
Il lui a aussi été donné de courir sur Formule 5000, et de participer à une course de championnat USAC au Riverside International Raceway à la fin des années 1960.